# Pablo Morales
Pedro Pablo Morales Jr. (Chicago, 5 dicembre 1964) è un ex nuotatore statunitense.
Specializzato nella farfalla e nei misti ha vinto un totale di 5 medaglie, di cui 3 d'oro, alle Olimpiadi di Los Angeles 1984 e di Barcellona 1992.

## Palmarès
- Giochi olimpici

Los Angeles 1984: oro nella staffetta 4x100 m misti, argento nei 100 m farfalla e nei 200 m misti.
Barcellona 1992: oro nei 100 m farfalla e nella staffetta 4x100 m misti.
- Mondiali

1986 - Madrid: oro nei 100 m farfalla e nella staffetta 4x100 m misti.
- Giochi PanPacifici

1985 - Tokyo: oro nei 100 m farfalla, 200 m misti e nella staffetta 4x100 m misti.
1987 - Brisbane: oro nei 100 m farfalla e nella staffetta 4x100 m misti, bronzo nei 200 m misti.
- Giochi panamericani

1983 - Caracas: argento nei 100 m farfalla.

## Riconoscimenti
- American Swimmer of the Year: 1984